# Titularbistum Perrhe
Perrhe (ital.: Perre) ist ein Titularbistum der römisch-katholischen Kirche.
Es geht zurück auf ein früheres Bistum der gleichnamigen antiken Stadt in der römischen Provinz Syria Coele bzw. später Syria Euphratensis am westlichen Ufer des Euphrat in Syrien. Das Bistum gehörte der Kirchenprovinz Hierapolis Bambyke an.
| Titularbischöfe von Perrhe |                   |                                            |                   |                |
| Nr.                        | Name              | Amt                                        | von               | bis            |
| 1                          | Henri Belleau OMI | Apostolischer Vikar von James Bay (Kanada) | 11. Dezember 1939 | 5. Januar 1976 |

## Weblink
- Eintrag zu Titularbistum Perrhe auf catholic-hierarchy.org